# チェロとピアノの二重奏曲
チェロとピアノのために作曲された二重奏曲は、 チェロが主役で ピアノが伴奏、あるいは両者の関係がほぼ対等のものが多いが、ピアノが主役でチェロがオブリガートを担うものもある。また、元々はチェロとピアノのために作曲された音楽ではないが、他の楽器をチェロに変えたり管弦楽をピアノに変えたりと、編曲により親しまれているものも多く、チェリストの主要レパートリーとして定着し、シューマンの『幻想小曲集』op.73やエルガーの『愛の挨拶』のようにオリジナル編成よりも一般的になったものもある。
なお、チェロ・ソナタ（チェロとピアノのための二重奏ソナタ）またはソナチネについては別項があるためそこで取扱い、ここではソナタ以外の楽曲を列挙する。

## 主な作曲家と作品
（作曲者の生年順に並べている）
- 1749年　ジャン＝ルイ・デュポール：デュオ・コンチェルタンテ ヘ長調、新しい夜想曲ハ長調、ロマンス
- 1756年　モーツァルト：ピアノとチェロのためのアンダンティーノ 変ロ長調K.374g
- 1765年　アントン・エーベルル：チェロとピアノのためのロシアの主題による変奏曲op.17
- 1770年　ベートーヴェン：「マカベウスのユダ」の主題による12の変奏曲WoO.45、「魔笛」の主題による7つの変奏曲WoO.46、「魔笛」の主題による12の変奏曲op.66（1796）
- 1773年　ヨーゼフ・ヴェルフル：大二重奏曲 ニ短調op.31
- 1778年　フンメル：モンフェリーナによる変奏曲、オベロンの魔法の角笛大幻想曲（原曲はピアノと管弦楽）
- 1782年　パガニーニ：ロッシーニの「モーゼ」の主題による序奏と変奏曲（原曲はヴァイオリンとピアノ）
- 1784年　フェルディナント・リース：ピアノとチェロのための序奏とロシア舞曲、ロマンス ト長調
- 1791年　ヤン・ヴァーツラフ・ヴォジーシェク：チェロとピアノのための変奏曲op.9
- 1791年　カール・チェルニー：チェロとピアノのための瞑想曲
- 1794年　イグナーツ・モシェレス：バッハ平均律クラヴィーア曲集によるピアノとチェロのための10の前奏曲
- 1797年　ガエターノ・ドニゼッティ：チェロとピアノのためのラルゴ ト短調
- 1808年　オーギュスト・フランショーム：ドニゼッティ「アンナ・ボレーナ」のモティーフによる協奏的大二重奏曲op.41
- 1809年　ヨハン・ベンヤミン・グロス：チェロとピアノのための狂詩曲op.12、チェロとピアノのためのセレナードop.32、チェロとピアノのためのディヴェルティメントop.8
- 1809年　メンデルスゾーン：アッサイ・トランクィロ、協奏的変奏曲op.17、無言歌op.109
- 1810年　シューマン：民謡風の5つの小品op.102、アダージョとアレグロop.70（原曲はホルンとピアノ）、幻想小曲集op.73（原曲はクラリネットとピアノ）、3つのロマンスop.94（原曲はオーボエとピアノ）
- 1810年　ショパン：序奏と華麗なるポロネーズop.3、マイアベーア「悪魔のロベール」の主題による協奏的大二重奏曲（フランショームとの共作）
- 1810年　フェリシアン・ダヴィッド：思い出、奇想曲
- 1811年　ヴィンセンツ・ラハナー：チェロとピアノのための6つの性格的小品op.16、チェロとピアノのための6つのドイツ舞曲op.65
- 1811年　リスト：エレジー第2番S.131（1877）、忘れられたロマンスS.132（1880）、悲しみのゴンドラS.134
- 1815年　ローベルト・フォルクマン：チェロとピアノのための奇想曲op.74
- 1819年　オッフェンバック：組曲第1番「たそがれの歌」op.29、悲歌「天国の二人の友」op.25、序奏と憂鬱なワルツop.14、ボヘミア舞曲op.28、海辺の夢、そり競争
- 1821年　フリードリヒ・キール：小組曲op.77、3つの小品op.12、旅の景色op.11
- 1822年　ベルンハルト・コスマン：チェロとピアノのための幻想曲op.5
- 1822年　アルフレード・ピアッティ：イタリア・セレナーデop.17、ヴェルディのトロヴァトーレのリメンプランツェop,20、シシリアーナop.19、タランテラop.23、ベルガマスクop.14
- 1822年　ヨアヒム・ラフ ：チェロとピアノのための二重奏曲op.59、「出会い」チェロとピアノのための幻想的小品op.86-1
- 1823年　テオドール・キルヒナー ：チェロとピアノのための8つの小品op.79
- 1823年　トマス・テレフセン ：子守歌op.32-1、楽しいリフレインop.32-2、渓谷にてop.32-3、バレエの調べop.35
- 1823年　ラロ：チェロとピアノのためのロシア風メロディ（ロシア協奏曲op.29第2楽章からの編曲）
- 1824年　ゲオルク・エドゥアルド・ゴルターマン：4つの小品op.54-4「奇想的練習曲」、誓い
- 1824年　カール・ライネッケ：3つの小品 op.146
- 1828年　カルル・ダヴィドフ：孤独op.9-1、3つのサロン風小品op.30、さらばop.17-1、舟歌op.17-2、日曜の朝op.20-1、泉のほとりop.20-2、朝にop.41-1、ワルツop.41-2、無言ロマンスop.23、夜想曲op.42-1
- 1828年　ヴォルデマール・バルギール：チェロとピアノのためのアダージョ ト長調op.38（原曲はチェロと管弦楽）
- 1829年　ガエターノ・ブラーガ：ヴァレンヌの別れ、4つの悲しみの瞑想曲、コッリコーロ・ナポリターノ、ペルゴレージ、瞑想曲、3つのメロディ、ラインの思い出
- 1829年　アントン・ルビンシテイン：チェロとピアノのための3つの小品op.11-2
- 1830年　ペーター・アルノール・ハイセ：チェロとピアノのための2つの幻想曲、チェロとピアノのための4つの小品
- 1832年　フリードリヒ・グリュッツマッハー：ハンガリー幻想曲op.7
- 1832年　フランツ・ヴュルナー：シューベルトの主題による変奏曲op.39（1877）
- 1833年　エドワード・ベイチュ：チェロとピアノのためのロマンスop.21
- 1835年　フェリクス・ドレーゼケ：チェロとピアノのためのバラード ロ短調op.7、チェロとピアノのための舟歌イ短調op.11
- 1835年　サン＝サーンス：チェロとピアノのための組曲op.16、サッフォー風の歌op.91、ロマンス ニ長調op.51、白鳥（組曲「動物の謝肉祭」第13曲）、アレグロ・アパッショナートop.43（原曲はチェロと管弦楽）
- 1836年　ヴィルヘルム・ヒル：チェロとピアノのための2つのロマンスop.22
- 1837年　テオドール・デュボワ：アンダンテ・アパッショナート、アンダンテ・カンタービレ、チェロとピアノのための夜想曲
- 1838年　ブルッフ：コル・ニドライop.47（原曲はチェロと管弦楽）
- 1840年　ヤコブ・ファブリシウス：チェロとピアノのためのバラッド、チェロとピアノのための「眠っている人たち」
- 1840年　チャイコフスキー：6つの小品op.51 - 第6曲「感傷的なワルツ」（原曲はピアノ独奏曲）
- 1841年　ジョヴァンニ・ズガンバーティ：チェロとピアノのためのロマンス
- 1841年　ドヴォルザーク：ポロネーズ イ長調B.94（1879）、森の静けさ op.68-5､B.173（1891）（原曲はチェロと管弦楽）、ロンドop.94､B.171（1891）（原曲はチェロと管弦楽）
- 1843年　グリーグ：チェロとピアノのための間奏曲イ短調
- 1843年　ハインリヒ・フォン・ヘルツォーゲンベルク：二重奏曲op.12、チェロとピアノのための3つの伝説
- 1843年　ダーヴィト・ポッパー：チェロとピアノのための組曲op.69、演奏会用ポロネーズop.14、同op.28、ガヴォット ニ短調op.23、狩op.55-2、スペイン舞曲集op.54（ギターop.54-1、セレナードop.54-2、アンダルーズop.54-3、ヴィトーop.54-5）、3つの小品op.11（マズルカop.11-3）、3つの小品op.64（いつかの美しい日のようop.64-1、子守歌op.64-3）、蝶々op.3-4、紡ぎ歌op.55-1、マズルカop.12、村の歌op.62-2、妖精の踊りop.39
- 1843年　サリヴァン：デュオ・コンチェルタンテop.2、牧歌、ゆっくり・ゆっくりと
- 1845年　フォーレ：エレジー op.24、シシリエンヌ op.78、蝶々op.77、ロマンスop.69、子守歌op.16（原曲はヴァイオリンとピアノ）、夢のあとに op.7-1（原曲は歌曲）
- 1847年　フィリップ・シャルヴェンカ：チェロとピアノのためのエレジーop.98-1、チェロとピアノのためのスラヴ奇想曲op.98-2
- 1847年　ロベルト・フックス：幻想小曲集op.78
- 1848年　ヴィルヘルム・フィッツェンハーゲン：アヴェ・マリアop.41、悪魔の幻想曲op.34、エレジーop.21、ガヴォットop.42、奇想曲op.40、セレナーデop.35、即興曲op.43
- 1849年　バンジャマン・ゴダール：チェロとピアノのための2つの小品op.61
- 1850年　ヤーコブ・アードルフ・ヘッグ：アンダンテ、アルバムの一項
- 1850年　ルイーゼ・アドルファ・ル・ボー：チェロとピアノのための4つの小品op.24（ロマンス、カヴォット、子守歌、マズルカ）
- 1852年　チャールズ・ヴィリアーズ・スタンフォード：バラータop.160-1
- 1852年　ハンス・フーバー：組曲ニ短調op.89（1886）、2つのロマンスop.30
- 1852年　メル・ボニ：セレナーデ、瞑想曲
- 1853年　アーサー・フット：チェロとピアノのための3つの小品op.1
- 1854年　ジョージ・ホワイトフィールド・チャドウィック：復活祭の朝（1914）、ロマンス（1883）
- 1854年　レオシュ・ヤナーチェク：おとぎ話（1910）、プレスト ホ短調
- 1854年　フェルナン・ド・ラ・トンベル：チェロとピアノのためのアンダンテ・エスプレッシーヴォ
- 1855年　エルネスト・ショーソン：チェロとピアノのための小品op.39
- 1856年　ジュゼッペ・マルトゥッチ：チェロとピアノのための3つの小品op.69（1888）、チェロとピアノのための2つのロマンスop.72（1890）
- 1857年　エルガー：愛の挨拶（原曲はピアノ曲）
- 1858年　ヒルダ・セヘステッド：3つの幻想的小品
- 1858年　リヒャルト・フランク：セレナーデop.24
- 1859年　アルジャーノン・アシュトン：幻想小曲集op.12（1883）、アリオーソop.43（1889）
- 1859年　ヴィクター・ハーバート：愛の情景op.12-3、セレナードop.3、ロマンス、過ぎし想い、恋の想い、パンチネロ、ガゼル、山の小川、小さなワルツ
- 1859年　ヨゼフ・ボフスラフ・フェルステル ：メロディ、3つの夜想曲op.163
- 1860年　アルベニス：スペイン組曲op.165より第2曲「タンゴ」（原曲はピアノ独奏曲）
- 1861年　アントン・アレンスキー：チェロとピアノのための2つの小品op.12（小さなバラード、奇想的舞曲）、チェロとピアノのための4つの小品op.56（東方のメロディ、ロマンス、悲しき歌、ユモレスク）
- 1862年　ディーリアス：チェロとピアノのためのロマンス、エレジー、奇想曲
- 1862年　ドビュッシー：夜想曲とスケルツォ
- 1862年　レオン・ボエルマン：組曲op.6（1890）、チェロとピアノのための2つの小品op.31（1896）
- 1863年　エンリケ・フェルナンデス・アルボス：コンクール用小品
- 1863年　ガブリエル・ピエルネ：奇想曲op.16、エクスパンションop.21
- 1863年　ドーラ・エステッラ・ブライト：シュトラウスによるポルカ
- 1864年　ルイ・グラス：春の歌op.31、チェロとピアノのためのロマンスop.75
- 1864年　アレクサンドル・グレチャニノフ：子守歌op.108、夜想曲op.86（原曲はチェロと管弦楽）
- 1864年　リヒャルト・シュトラウス：ロマンスAV.75（原曲はチェロと管弦楽）
- 1865年　グラズノフ：吟遊詩人の歌op.71（1900）（原曲はチェロと管弦楽）、2つの小品op.20（1888）（メロディ、スペインのセレナーデ、原曲はチェロと管弦楽）
- 1865年　ロベルト・カーン：チェロとピアノのための3つの小品
- 1865年　シベリウス：エレジーop.27-1、2つの小品（厳粛なメロディ）op.77、4つの小品op.78、マリンコニアop.20、5つの小品op.81（原曲はヴァイオリンとピアノ）
- 1865年　アウグスト・ブーク：チェロとピアノのためのカンティレーナ
- 1866年　フランチェスコ・チレア：チェロとピアノのための3つの小品op.43（アダージョ、スケルツォ、主題と変奏）
- 1866年　フェルッチョ・ブゾーニ：愛する人に（フィンランド民謡による変奏曲）K237、アルバム・リーフ、チェロとピアノのための小組曲op.23,K215、セレナータop.34,K196（原曲はクラリネットとピアノ）
- 1866年　パーシー・シャーウッド：3つの小品op.14（1900？）、チェロとピアノのための5つの小品（1886-87）
- 1867年　ホアキン・カサド：チェロとピアノのための3つの小品（スペイン風セレナーデ、コンプランタ、カワマス・スズメ・コガネムシ）
- 1867年　グラナドス：チェロとピアノのためのマドリガル、歌劇「ゴイェスカス」間奏曲（原曲は管弦楽）
- 1867年　シャルル・ケクラン：ブルターニュの歌 第1～3集op.115
- 1867年　エイミー・ビーチ：3つの小品op.40
- 1867年　エイミー・エルシー・ホロックス：アイリッシュ・メロディop.17-1、カントリー・ダンスop.17-2、トワイライト
- 1867年　サミュエル・リドル：エレジー（1900）
- 1868年　レオーネ・シニガーリャ：チェロとピアノのためのロマンスop.16-1
- 1868年　グランヴィル・バントック：エレジアック・ポエム
- 1870年　ルイ・ヴィエルヌ：異国の夕べ（チェロとピアノのための5つの小品）
- 1870年　ジグムント・ストヨフスキ：チェロとピアノのための小協奏曲op.31、幻想曲op.27、無言ロマンス
- 1870年　シャルル・トゥルヌミール：詩曲op.35
- 1871年　アレクサンダー・フォン・ツェムリンスキー：チェロとピアノのための3つの小品
- 1872年　レイフ・ヴォーン＝ウィリアムズ：イングランド民謡による6つの練習曲（1926）
- 1872年　パウル・グレーナー：組曲op.66（1924）
- 1872年　クララ・ファイスト：アダージョ・コンソランテop.7-1
- 1872年　パウル・ユオン：おとぎ話op.8
- 1872年　フェルナン・アルファン：ロマンス、祈り、アンダンテ・レリジオーソ
- 1872年　アレクサンドル・スクリャービン：ロマンス（原曲はホルンとピアノ）
- 1873年　ジョゼフ・ジョンゲン：詩曲op.16、アリアop.68-1、松の甘さop.51-2、即興的奇想曲op.51-2、アルバム・リーフ、ハバネラop.86、ワルツ
- 1873年　セルゲイ・ラフマニノフ：チェロとピアノのための2つの小品（前奏曲、東洋的舞曲）、ロマンス ヘ短調、ヴォカリーズ（原曲はソプラノorテノールのための14の歌曲集op.34の終曲）
- 1873年　マックス・レーガー：チェロとピアノのための2つの演奏会用小品op.79e（奇想曲、小さなロマンス）、奇想曲 嬰ヘ短調
- 1874年　ヨセフ・スク：チェロとピアノのためのバラッド ニ短調op.3-1、チェロとピアノのためのセレナード イ長調op.3-2
- 1874年　オスカル・ネドバル：ロマンスop.12-1、奇想曲op.12-2、ロマンティックな小品op.18
- 1875年　レインゴリト・グリエール：12のアルバム・リーフop.51、チェロとピアノのためのバラードop.4、ワルツop.45
- 1875年　モーリス・ラヴェル：ハバネラ形式の小品（原曲はヴァイオリンとピアノ）
- 1875年　ドナルド・フランシス・トーヴィー：悲歌的変奏曲op.25（1900）
- 1876年　イェンス・ラウアセン・エンボア：チェロとピアノのための夜想曲op.1
- 1876年　パブロ・カザルス：鳥の歌（カタルーニャ民謡から編曲）
- 1876年　ルドルフ・ニールセン：チェロとピアノのためのロマンスop.11
- 1876年　マヌエル・デ・ファリャ：小品ハ長調、メロディ、ロマンス、スペイン民謡組曲（原曲はピアノ伴奏の独唱曲）
- 1876年　ホーカン・ベアセン：チェロとピアノのための2つの小品op.17、チェロとピアノのためのロマンスop.4
- 1877年　エルンスト・フォン・ドホナーニ：ハンガリー牧歌op.32d
- 1878年　ホアキン・ニン＝カステリャノス ：スペイン組曲
- 1879年　ジョン・アイアランド ：聖なる少年（原曲はピアノ曲）
- 1879年　ジャン・クラ：チェロとピアノのためのラルゴ（1903）
- 1879年　シリル・スコット：パストラルとリール
- 1879年　ハミルトン・ハーティ：蝶々、森の静けさ、ロマンスとスケルツォop.3
- 1879年　フランク・ブリッジ：朝の歌H133、エレジーH47、子守歌H9、スケルツォH19、セレナーデH26、メロディH99、ゆりかごの歌H96、4つの小品H104（瞑想曲、春の歌etc）、マズルカ
- 1879年　オットリーノ・レスピーギ ：アダージョと変奏（原曲はチェロと管弦楽）、
- 1880年　イルデブランド・ピツェッティ：チェロとピアノのための3つの小品
- 1880年　エルネスト・ブロッホ：ユダヤ人の生活より（3つのスケッチ）、ヘブライの瞑想曲
- 1880年　ジョセフ＝エルマン・ボナル：チェロとピアノのためのエキゾチックな小品「ボスフォラス」
- 1880年　リヒャルト・レスラー：間奏曲（1938）、ロマンス（1935）、夜想曲（1944）
- 1881年　ジョルジェ・エネスク ：チェロとピアノのための夜想曲とサルタレーロ
- 1881年　ニコライ・ロスラヴェッツ：白い少女の踊り（1912）、瞑想曲（1921）
- 1882年　カール・ヴァイグル：チェロとピアノのための2つの小品（1940）
- 1882年　パーシー・グレインジャー：組曲「スカンディナヴィア」
- 1882年　コダーイ・ゾルターン：アダージョ、エピグラム、叙情的なロマンス、ハンガリー民謡ロンド
- 1882年　イーゴリ・ストラヴィンスキー：チェロとピアノのためのイタリア組曲
- 1882年　マヌエル・ポンセ：チェロとピアノのための3つの前奏曲
- 1883年　アントン・ウェーベルン：チェロとピアノのための2つの小品、チェロとピアノのための3つの小品op.11（1914）
- 1883年　アルフレード・カセッラ：タランテラ、ノットゥルノ
- 1883年　ミハイル・グネーシン：プーシキンの「石の客」による3つの性格的旋律op.31
- 1883年　アレクサンドル・クレイン：ユダヤの旋律op.43（1928）
- 1883年　ジョージ・ダイソン：2つの小品
- 1886年　ポール・バズレール：フランス組曲
- 1886年　フランチェスコ・チレア：チェロとピアノのための3つの小品op.43
- 1886年　レベッカ・クラーク：古いイングランドの曲によるパッサカリア、チェロとピアノのためのラプソディ（1923）、チェロとピアノのためのエピローグ（1921）
- 1886年　ウォルター・フライマン：チェロとピアノのための3つの作品（北ドイツの子守歌、パレット、メモリー）
- 1887年　エイトル・ヴィラ＝ロボス：奇想曲op.47、黒鳥の歌（1917）、子守歌op.5、さまよい、夢想op.14、小組曲
- 1887年　ヘイノ・エッレル：詩曲 変イ長調、前奏曲ト短調（原曲はチェロと管弦楽）
- 1887年　ナディア・ブーランジェ：チェロとピアノのための3つの小品
- 1887年　レーヴィ・マデトヤ：抒情組曲op.51
- 1890年　ハンス・ガル：チェロとピアノのための組曲op.6、2つのスコットランド狂詩曲
- 1890年　ボフスラフ・マルティヌー：7つのアラベスク、アリエッタ、スロヴァキア民謡による変奏曲、パストラル集、夜想曲集、ロッシーニの主題による変奏曲
- 1891年　セルゲイ・プロコフィエフ：チェロとピアノのためのバラードop.15（1912）、アンダンテ（『シンデレラ』から）op.97bis
- 1891年　ジョルジュ・ミゴー：チェロとピアノのための3つの小品、ダイアローグ（対話）第2巻
- 1892年　ダリウス・ミヨー：エレジー
- 1892年　ライタ・ラースロー：チェロとピアノのための協奏曲op.31
- 1893年　アーサー・ベンジャミン：5つの黒人霊歌
- 1894年　アーネスト・ジョン・モーラン：前奏曲（1948）
- 1894年　ウォルター・ピストン：チェロとピアノのための二重奏曲
- 1894年　ニコラス・スロニムスキー：チェロとピアノのための組曲
- 1895年　マリオ・カステルヌオーヴォ＝テデスコ：グリーティング・カードop.170-3、グレゴール・ピアティゴルスキーの名によるワルツ、冗談op.82b、水上の夜曲op.82a、トッカータop.83、ヘブライの歌op.53-3、瞑想曲「コル・ニドレ」、夜更かしさんop.47、ロッシーニの「私は町の何でも屋」によるパラフレーズ
- 1895年　パウル・ヒンデミット：チェロとピアノのための小品、3つの易しい小品
- 1895年　ヘンリエッテ・ボスマンス：静かな夜（1926）
- 1895年　ヴァルター・ギーゼキング：ヴォルガの舟歌による変奏曲
- 1895年　ヴァージル・トムソン：チェロとピアノのための4つの肖像、チェロとピアノのための「フレデリック・ジェームズの肖像」
- 1897年　ガスパール・カサド：愛の言葉、セレナーデ、振り子時計と糸紡ぎの女と恋人、ポアブディルの嘆き、緑の悪魔の踊り
- 1897年　アレクサンデル・タンスマン：パルティータ、2つの小品、4つの易しい小品
- 1897年　アルド・フィンツィ：チェロとピアノのための子守歌
- 1897年　エンリコ・マイナルディ：イタリア狂詩曲、2つのカンツォーネ、間奏曲、組曲、ノヴェレッタ、バラータとセレナータ、夜想曲
- 1898年　ロイ・ハリス：チェロとピアノのための二重奏曲
- 1899年　アルベール・ユイブレシュト：葬送の歌（1926）
- 1899年　ユングヴェ・シェルド：チェロとピアノのための詩曲
- 1899年　アレクサンドル・チェレプニン：歌と踊りop.84、Ode（頌歌）、平均律チェロ（12の前奏曲）op.38
- 1899年　カルロス・チャヴェス：チェロとピアノのためのマドリガル
- 1900年　アーロン・コープランド：嘆き（1918-19）、詩曲（1918）
- 1900年　アラン・ブッシュ：チェロとピアノのための演奏会用小品op.17、ピアノ伴奏を伴う独奏チェロのための「夏の谷」op.125、ピアノ伴奏を伴うチェロのための2つの易しい小品
- 1900年　ヴィリー・ブルクハルト：小組曲op.71-2、チェロとピアノのためのロマンス（原曲はホルンとピアノ）
- 1901年　ウィリアム・ブッシュ：チェロとピアノのための組曲（1943）、メモリー、エレジー
- 1901年　ホアキン・ロドリーゴ：シチリアーナ
- 1902年　アンドレイ・ヤコヴレヴィチ・シトガレンコ ：チェロとピアノのためのバラッド
- 1903年　レノックス・バークリー：チェロとピアノのためのアンダンティーノop.21-2a、チェロとピアノのための二重奏曲op.81-1
- 1903年　シーラ・メアリー・パワー：組曲第1番
- 1903年　グレゴール・ピアティゴルスキー：祈り、前奏曲、パガニーニの主題による変奏曲
- 1904年　ドミトリー・カバレフスキー：「セルゲイ・プロコフィエフの思い出に」－チェロとピアノのためのロンドop.79
- 1904年　ゴッフレド・ペトラッシ：前奏曲・アリアと終曲（1933）
- 1904年　ニコス・スカルコッタス：チェロとピアノのための穏やかなメロディ、チェロとピアノのためのセレナータ、 チェロとピアノのためのボレロ、チェロとピアノのためのラルゴ
- 1905年　エドゥアルド・オヤ：時の三部作（1934/36）
- 1905年　エーリヒ・イトール・カーン：ネニア（Nenia Judaeis Qui Hac Aetate Perierunt）
- 1905年　アンドレ・ジョリヴェ：チェロとピアノのための夜想曲
- 1905年　エドゥアルド・トゥビン：13世紀の吟遊詩人の歌（1951）
- 1905年　ファルカッシュ・フェレンツ：チェロとピアノのためのバラード
- 1906年　ポール・クレストン：チェロとピアノのためのカンティレーナop.117a、チェロとピアノのための組曲op.66
- 1906年　ドミートリイ・ショスタコーヴィチ：チェロとピアノのためのモデラート
- 1907年　イモージェン・ホルスト：2つのスコティッシュ・エアからの編曲
- 1907年　ミクロス・ロージャ：チェロとピアノのための二重奏曲
- 1908年　エリオット・カーター：チェロとピアノのためのエレジー
- 1908年　ヘアマン・ダーヴィド・コッペル：序奏・主題と変奏・エピローグop.85、テルニオop.53b
- 1908年　ウィリアム・ワーズワース：スケルツォ変ホ長調op.42（1949）、夜想曲op.29（1946）
- 1909年　クルト・シュヴァーエン：チェロとピアノのためのコンチェルティーノ「バルトークへのオマージュ」、奇妙なワルツ
- 1910年　カレル・ライナー：エレジーとカプリッチョ（1957/60）
- 1911年　フランツ・リーゼンステイン：エレジー、カンティレーネ
- 1912年　マティルド・カピュイ：アニマート・コン・パッシオーネ、エレジー、バラータ、モデラート
- 1912年　ジョン・ケージ：北の練習曲（エチュード・ボレアリス）※ピアノは任意
- 1912年　タウノ・マルッティネン：チェロとピアノのための二重奏曲op.90
- 1912年　シャビエル・モンサルヴァーチェ：想起、ミクロラプソーディア
- 1913年　ジュリアン・クレイン：劇的な詩
- 1913年　ヴィトルト・ルトスワフスキ：グラーヴェ（チェロとピアノのための変容）
- 1914年　ポール・トルトゥリエ：ブルレスク「道化師」
- 1915年　アラン・シュルマン：哀歌I、哀歌II、エリック・サティへのオマージュ、セレナード、未熟なチェリストのための組曲
- 1915年　マーガレット・フービッキ：2つの対照的な小品（ロンリー・メア、リゴードン）
- 1916年　アルベルト・ヒナステラ：パンペアーナ第2番op.21
- 1917年　ロバート・ウォード：チェロとピアノのためのアリオーソとタランテラ
- 1917年　ルー・ハリソン：チェロとピアノのための組曲
- 1918年　ベルント・アロイス・ツィンマーマン：チェロとピアノのためのインターコミュニケーション
- 1918年　レナード・バーンスタイン：3つの瞑想曲（「ミサ曲」から編曲）
- 1919年　ガリーナ・ウストヴォーリスカヤ：チェロとピアノのための大二重奏曲
- 1919年　ヘレン・トビアス＝デュスベリ：夜の歌（1982）
- 1921年　アストル・ピアソラ：チェロとピアノのための3つの小品
- 1922年　フィクレト・アミロフ：詩曲-チェロとピアノのための独白（1948）、チェロとピアノのための悲歌（1948）
- 1922年　ヤニス・クセナキス：風の中のパーユ（藁）（1992）
- 1922年　ポウル・ロウシング・オルセン：チェロとピアノのためのロマンスop.3
- 1922年　ルーカス・フォス：チェロとピアノのための奇想曲
- 1922年　エステル・マギ：詩篇（1991）
- 1923年　ハインリヒ・ガッテルマイヤー：3つの小品（1977/93）
- 1924年　カール・ハインツ・フュッスル：チェロとピアノのための二重奏曲op.5
- 1924年　クラウス・フーバー：ラザラスⅠ.Ⅱ
- 1924年　エズラ・ラダーマン：チェロとピアノのための二重奏曲（1984）
- 1925年　ジョン・クレイグ・クーパー：チェロとピアノのための3つの瞑想曲（ロマンス、幻想曲、平和への賛歌）
- 1925年　スルハン・ツィンツァーゼ：チェロとピアノのための民謡主題による5つの小品、チェロとピアノのためのグルジア民謡によるポプリ、チェロとピアノのための24の前奏曲（1980）
- 1925年　イィンドジフ・フェルド：チェロとピアノのための3つの小品（1954–55）
- 1925年　ベルトルド・フンメル：小組曲op.19a（1956）
- 1926年　ジャネッタ・グールド：ゾンターク2
- 1926年　モートン・フェルドマン：コンポジション－8つの小品、デュレイションII、パターンズ・イン・クロマティック・フィールド
- 1926年　アール・ブラウン：チェロとピアノのための音楽（1955）
- 1927年　ヴィルヘルム・キルマイヤー：チェロとピアノのための8つのバガテル（1990-91）、チェロとピアノのための5つのロマンス（1989）
- 1928年　ルボシュ・スルカ：2羽のナイチンゲールのための鳥かご、チェロとピアノのためのD-S-C-H、チェロとピアノのための2つの作品
- 1928年　イェルク・デームス：愛op.21、星の夜op.14
- 1928年　エイノユハニ・ラウタヴァーラ：2つの前奏曲とフーガ
- 1929年　ペトル・エベン：チェロとピアノのためのバラード風組曲
- 1929年　エディソン・デニソフ：シューベルトの主題による変奏曲（1986）、チェロとピアノのための3つの小品op.26（1967）、チェロとピアノのための組曲（1961）
- 1929年　湯浅譲二：チェロとピアノのためのプロジェクション、内触覚的宇宙第4番－チェロとピアノのための
- 1930年　マヌエル・カスティーロ：チェロとピアノのためのアルポラータ
- 1930年　下山一二三：チェロとピアノのための「ダイアローグ」（1962）、チェロとピアノのための「メディテーション」（1984）
- 1930年　武満徹：オリオン（犂）
- 1930年　ロムアルト・トファルドフスキ：チェロとピアノのためのカンツォーナ、チェロとピアノのためのスペイン幻想曲、チェロとピアノのためのタンゴ、チェロとピアノのための瞑想曲
- 1930年　マウリシオ・カーゲル：ウングイス・インカルナートゥス・エスト（爪の内部発生）（1972）
- 1931年　松平頼暁：チェロとピアノのためのコ・アクションⅠ、Ⅱ
- 1932年　ハンス＝クリスティアン・バルテル：チェロとピアノのためのコンチェルト・シュトゥック（1988）
- 1933年　一柳慧：チェロとピアノのためのコズミック・ハーモニー(宇宙の調和)
- 1934年　アルフレート・シュニトケ：ムジカ・ノスタルジア
- 1934年　ワレーリー・タラカノフ：四季 op.24（チェロとピアノのための4つの小品）
- 1935年　アウリス・サッリネン：メタモルフォーラ（変容）
- 1935年　アンリ＝ジャン・シュブネル：ピアノとチェロのためのポエム・ラプソディックop.1
- 1935年　クルト ・シュヴェルトシク：3つの夜想曲op.10c（1964/66）
- 1936年　マルコム・フォーサイス：ポップス・サイクル（エレクトリック組曲）（1984）、ブルレスケ（1981）、白鳥は水に映った自分の姿を見る（1987）、ロンド・イン・ストライド（1988）
- 1936年　ラディスラフ・クプコヴィチュ：チェロとピアノのためのパンノニアからの舞曲
- 1937年　ニコライ・カプースチン：夜明けop.26
- 1937年　タデアス・サルヴァ：チェロとピアノのための小組曲（1989）、3つのアリア（1990）
- 1937年　ヴァレンティン・シルヴェストロフ：後奏曲第3番
- 1938年　チャールズ・フッセル：チェロとピアノのための2つのバラッド
- 1938年　ウィリアム・ボルコム：カプリッチョ、ダーク・ミュージック、デカラージュ
- 1938年　ユーリ・ヤコヴレヴィチ・イシチェンコ：ウクライナ狂詩曲
- 1940年　キャロリン・ボサンクェット：ジョン・ディクソン追悼のための悲歌
- 1941年　綿村松輝：チェロとピアノのための「…Svaha（娑婆詞）」（2009）
- 1941年　イゴール・レーヒン：チェロとピアノのための6つの小品（1989-90）
- 1943年　ギャヴィン・ブライアーズ：サウス・ダウンス
- 1943年　クシシュトフ・メイエル：チェロとピアノのためのカンツォーナ
- 1944年　レイフ・セーゲルスタム：国境で、ノエム第1番、A"on m...pa..m-poeme"-now....
- 1944年　ズドツィスラフ・ヴィソツキ：幻想曲op.33（1981）
- 1945年　原谷宏：チェロとピアノのための三つの掌篇
- 1945年　アナトリユス・シェンデロヴァス：シュラミスの2つの歌
- 1946年　ペトリス・ヴァスクス：パルティータ
- 1947年　ヴァシリー・ロバノフ：チェロとピアノのための7つの小品op.25（1978）
- 1948年　コリン・マシューズ：3つのエニグマ
- 1948年　ペーター・ルジツカ：チェロとピアノのためのレチタティーヴォ
- 1949年　ルーメン・バリョゾフ：チェロとピアノのための動物寓話
- 1952年　ラリー・ベル：黒い猫op.28、リヴァー・オヴ・ポンズop.25
- 1953年　ウラディーミル・ソルタン：チェロとピアノのためのメロディとコラール
- 1956年　エイドリアン・ウィリアムズ：4つの哀歌、精神の映像（イメージ・オヴ・マインド）（1986）、春のレクイエム（1993）
- 1956年　サミュエル・ジーマン：チェロとピアノのための幻想曲
- 1956年　サリー・ビーミッシュ：ブリッジング・ザ・デイ、イアスグ
- 1957年　イルジー・ジェムロー：ドヴォルザークの主題による変奏曲（2011）、ルートヴィヒの挨拶（ベートーヴェンの主題による変奏曲）（2009）
- 1958年　マグヌス・リンドベルイ：チェロとピアノのための「サンタ・フェ・プロジェクト」（小協奏曲）（2006）、チェロとピアノのための「2匹のコヨーテ」（1993/2002）
- 1959年　クラウディア・カルデロン：レヴエルタ・サーキュラー
- 1959年　ジェイムズ・マクミラン：キス・オン・ウッド、ノーザン・スカイ
- 1960年　ヘルムート・ローグル：チェロとピアノのための哀歌op.44（2005）、「サー・ヴィンセント・スコットの思い出に」（チェロとピアノのための）op.9（1985）
- 1960年　アレクサンドル・シチェティンスキー：チェロとピアノのためのアンティフォン（応答歌）（1983）
- 1960年　アンドルー・ワゴナー：カテナリー･追憶と変奏
- 1961年　ニコラ・バクリ：ほとんど変奏曲のようにop.27
- 1964年　ファビアン・ミュラー：チェロとピアノのための組曲
- 1966年　ターニャ・アニシモワ：アイスランドのバラッド（2007）、メキシコ-メキシコ（2005）
- 1970年　クリストフ・シロドー：赤と白のアルルカン
- 1970年　ロウミ・ペトロヴァ：ブルガリアの伝統的旋律によるパッサカリア
- 1973年　レーラ・アウエルバッハ：チェロとピアノのための組曲op.47A（1999）、チェロとピアノのための24の前奏曲op.47 (1999)

## 類似の形式を持つ楽曲
- 交響曲
- 独奏協奏曲
- 独奏ソナタ
  - ピアノソナタ
  - ヴァイオリンソナタ
  - チェロソナタ
  - ヴィオラソナタ
  - フルートソナタ
  - クラリネットソナタ
- ピアノ三重奏曲
- 弦楽四重奏曲
- 無伴奏チェロ曲